# Пиер Бувие
Пиер Чарлз Бувие (на английски: Pierre Charles Bouvier) е канадски изпълнител.
Посещава Колеж Баубойс, гимназия в Монреал, заедно с отаналите членове на групата: Джеф Стинко, Себастиан Лефебре, Чък Комеау, но без Дейвид Десросиер.

## Биография
Преди да започне музикалната си кариера, Бувие работи в ресторант, наречен St. Hubert, в родния си град Монреал като готвач. На 13 години той и съученикът му Чък Комеау създават пънк рок групата Reset. В нея той е изпълнител и басист.
Недоволен от художествената посока на групата Бувие помага за създаването на Simple plan, в която той е главният изпълнител, и заедно с Комеау пишат песните за групата. Също така е бил и басист на групата, преди Дейвид Десросиер да се присъедини към групата.

## Филмография
| Година | Заглавие                              | Роля           | Други    |
| ------ | ------------------------------------- | -------------- | -------- |
|        | What's New, Scooby-Doo?               | Себе си (глас) | 1 епизод |
| 2003   | The New Tom Green Show                | Себе си        | 1 епизод |
| 2003   | Simple Plan: A Big Package for You    | Себе си        |          |
| 2004   | New York Minute                       | Себе си        |          |
| 2004   | Simple Plan: Still Not Getting Any... | Себе си        |          |
| 2005   | Damage Control                        | Себе си        | Host     |
| 2005   | Simple Plan: MTV Hard Rock Live       | Себе си        |          |
| 2008   | Simple Plan: Simple Plan              | Себе си        |          |